# Emil Böszörményi
Emil Böszörményi, până în 1908 Blum, (n. 17 ianuarie 1890, Carei, Austro-Ungaria – d. 1 noiembrie 1938, Oradea, România) a fost un avocat, jurnalist și publicist maghiar.

## Biografie
Ca student, s-a alăturat mișcării socialiste și a participat la formarea Cercului Galileo. Din 1921 a fost avocat la Oradea și unul dintre liderii PSD din România. Articolele sale despre Sándor Petőfi, Endre Ady și subiecte literare au fost publicate în ziarele socialiste Munkás Újság și Előre. A fost victima unui asasinat al Gărzii de Fier, fiind împușcat de către legionarul Nicolae Andor.